# Naturaleza muerta con ostras, limón y taza de plata
Esta Naturaleza muerta con ostras, limón y taza de plata (en neerlandés, Stilleven met oesters, een citroen, een roemer, een gebroken glas en een omgevallen tazza) es una obra del pintor neerlandés Willem Heda. Se trata de un panel que mide 43 cm de alto y 57 cm de ancho. Fue pintado en 1634 y se encuentra en el Museo Boijmans Van Beuningen, de Róterdam, Países Bajos.
Este cuadro es típico del autor: una naturaleza muerta en la que quedan objetos diversos sobre la mesa. Usa poca variedad de tonos, hasta el punto de ser un «banquete monocromo». Destaca la imagen del limón a medio pelar en el centro del primer plano (en aquella época se consideraba que tenía un valor medicinal, y que incluso servía como antídoto frente al veneno).
Destaca el alarde de habilidad técnica en la copa de vino blanco medio llena. El cristal refleja una ventana del estudio. Se aprecia la diferente incidencia de la luz en el cristal y en el vino.